# Aglaophamus dicirroides
Aglaophamus dicirroides är en ringmaskart som beskrevs av Fauchald 1968. Aglaophamus dicirroides ingår i släktet Aglaophamus och familjen Nephtyidae. Inga underarter finns listade i Catalogue of Life.